# Paceibacteria
Paceibacteria o Parcubacteria es una clase de bacterias recientemente propuesta sobre la base de análisis genómicos (Rinke 2013), al que usualmente se le asigna el rango de superfilo o filo. Previamente se conocía como filo candidato OD1 (Harris, 2004). Los análisis genéticos sugieren que sus especiales características metabólicas han prevenido hasta el momento su identificación y cultivo por los procedimientos tradicionales. Se caracterizan por células extremadamente pequeñas, genomas reducidos y capacidades metabólicas muy limitadas, centradas principalmente en la fermentación, que generalmente viven como simbiontes en comunidades microbianas. 
Se ha encontrado un espécimen intracelular que habita en protistas ciliados. Otro espécimen con metabolismo del nitrógeno y de ácidos grasos, es la única bacteria CPR indentificada con vías inusuales y enzimas muy divergentes que le dan capacidad de respiración aeróbica.
Junto a la clase Microgenomatia y a otros taxones recientemente identificados de bacterias forma parte de Minisyncoccota o grupo CPR, que se estima que constituye al menos un 15% de la diversidad bacteriana.